# 27 Orionis
27 Orionis (p Orionis) é uma estrela na direção da Orion. Possui uma ascensão reta de 05h 24m 28.91s e uma declinação de −00° 53′ 30.0″. Sua magnitude aparente é igual a 5.07. Considerando sua distância de 172 anos-luz em relação à Terra. Pertence à classe espectral K0III.